# Amarachi Okoronkwo
Amarachi Okoronkwo, née le 12 décembre 1992, est une joueuse de football internationale nigériane. Elle évolue au poste de milieu de terrain avec l'équipe du Nasarawa Amazons dans le championnat du Nigéria, et en faveur de l'équipe nationale nigériane, les Super Falcons.

## Biographie
Elle fait partie des 23 joueuses retenues afin de participer à la Coupe du monde 2019 organisée en France.